# Castelluccio Inferiore
Castelluccio Inferiore ist eine italienische Gemeinde (comune) mit 1911 Einwohnern (Stand 31. Dezember 2023) in der Provinz Potenza in der Basilikata. Die Gemeinde liegt etwa 71 Kilometer südsüdöstlich von Potenza und gehört zur Comunità montana Lagonegrese. Castelluccio Inferiore grenzt unmittelbar an die Provinz Cosenza (Kalabrien). Ein Teil der Gemeinde ist Teil des Nationalparks Pollino.

## Geschichte
Bis 1813 waren Castelluccio Inferiore und Castelluccio Superiore noch eine Gemeinde. Castelluccio ist entstanden, nachdem die antike Stadt Nerulum zerstört wurde.

## Verkehr
Der Ort hatte einen Bahnhof an der Bahnstrecke Lagonegro–Spezzano Albanese. Zwischen Castelluccio Inferiore und Castelluccio Superiore befand sich der Kehrtunnel Castelluccio.